# Acacia creatacea
Acacia creatacea là một loài thực vật có hoa trong họ Đậu. Loài này được Maslin & Whibley miêu tả khoa học đầu tiên.